# Cynanchum longipedunculatum
Cynanchum longipedunculatum är en oleanderväxtart som beskrevs av Michael George Gilbert och P. T. Li. Cynanchum longipedunculatum ingår i släktet Cynanchum och familjen oleanderväxter. Inga underarter finns listade i Catalogue of Life.